# Angelo Barrile
Angelo Barrile, né le 22 août 1976 à Winterthour (originaire de Pfungen et de Pietraperzia, double national italo-suisse), est une personnalité politique suisse, membre du Parti socialiste (PS). Il est député du canton de Zurich au Conseil national de décembre 2015 à décembre 2023.

## Biographie
Angelo Barrile naît le 22 août 1976 à Winterthour, dans le canton de Zurich. Il est originaire d'une autre commune zurichoise, Pfungen, et de Pietraperzia, en Sicile,. Il est binational italo-suisse depuis l'âge de 20 ans, lorsqu'il obtient la nationalité suisse.
Il est le fils aîné d'une famille d'ouvriers sicilienne qui immigre en Suisse au début des années 1970. Il grandit à Pfungen, où il fréquente le jardin d'enfants et l’école primaire. Entre 1989 et 1996, il va au lycée Rychenberg à Winterthour, où il obtient une maturité de type D. Il poursuit ses études à l'Université de Zurich, d'où il sort diplômé en médecine en 2002.
Angelo Barrile est en couple avec le politicien argovien Marco Hardmeier depuis la fin des années 1990. Ils sont liés par un partenariat enregistré depuis 2017,.
En décembre 2020, il annonce qu'il est atteint d'un cancer et qu'il se retire provisoirement de la vie politique. Il reprend progressivement ses fonctions à partir d'avril 2021.
Il habite à Zurich.

### Carrière professionnelle
De 2003 à 2012, Angelo Barrile travaille en tant que médecin spécialiste en médecine interne dans la clinique chirurgique de l’hôpital du Freiamt Muri, dans la clinique médicale de l’hôpital de Bülach, dans la clinique psychiatrique universitaire de Zurich et dans le service psychiatrique-psychologique de Zurich. Depuis 2012, il travaille en tant que médecin spécialiste en médecine interne générale dans un cabinet de groupe à Zurich.

### Parcours politique
Il adhère au Parti socialiste en 1998.
Il siège au Conseil cantonal de Zurich du 23 août 2010 au 27 novembre 2015. Il y est membre de la commission de l’économie et des redevances jusqu’en mai 2011 et par la suite de la commission de la sécurité sociale et de la santé publique.
Il se présente à l'élection au Conseil national en 2015 : parti en septième position de la liste de son parti et arrivé en dixième, il n'est initialement pas élu, mais l'élection de Daniel Jositsch au Conseil des États au deuxième tour lui permet quand même d'accéder à la Chambre basse du parlement suisse. Il démissionne le mois suivant du parlement zurichois pour continuer sa carrière politique à Berne. Il siège dans la Commission de gestion (CdG) et dans la Commission des institutions politiques (CIP). Il annonce en décembre 2022 ne pas se présenter pour un nouveau mandat aux élections fédérales de 2023.

### Positionnement politique
Il se profile sur les questions de santé et d'intégration. Son profil Smartvote le classe en 2015 comme le candidat zurichois le plus à gauche de son parti.

### Autres mandats
Il est vice-président de l’association suisse des médecins-assistants et chefs de clinique et président de l'Aide contre le sida de Zurich.